# 斯特魯尼諾
56°23′N 38°35′E / 56.383°N 38.583°E
斯特魯尼諾（俄语：Стру́нино）是俄羅斯弗拉基米爾州西北部亞歷山德羅夫區的一個城市，距弗拉基米爾西北131公里。2002年人口16,056人。
1492年首見於文獻，1938年設市。